# دولت‌خانه (قوچان)
دولت خانه، روستایی است از توابع بخش باجگیران شهرستان قوچان در استان خراسان رضوی ایران.

## جمعیت
این روستا در دهستان دولتخانه قرار داشته و بر اساس سرشماری سال ۱۳۸۵ جمعیت آن ۲۳۷ نفر (۵۹ خانوار)
بوده است.